# Aki Kaurismäki
Aki Kaurismäki (ur. 4 kwietnia 1957 w Orimattila) – fiński reżyser, scenarzysta, montażysta i producent filmowy, brat Miki Kaurismäkiego.

## Życiorys
Wspólnie z bratem założył firmę producencko-dystrybucyjną Vilealfa. Jego debiutem fabularnym był film Zbrodnia i kara (1983). Laureat wielu prestiżowych nagród filmowych, m.in. Grand Prix na 55. MFF w Cannes za film Człowiek bez przeszłości (2002) oraz Srebrnego Niedżwiedzia za najlepszą reżyserię na 67. MFF w Berlinie za film Po tamtej stronie (2017).